# Generi di Asclepiadaceae
Elenco dei generi di Asclepiadaceae più conosciuti:

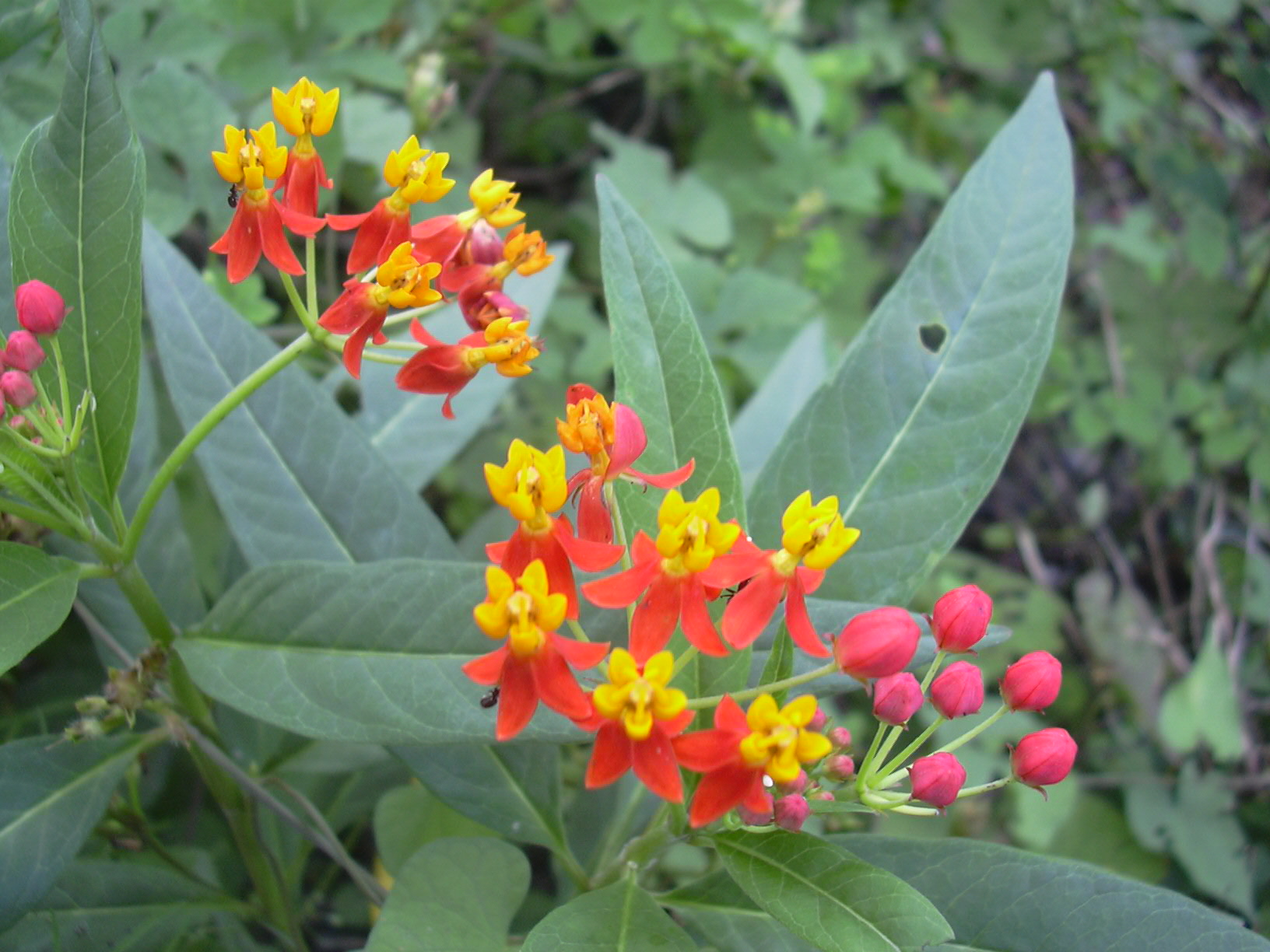
Asclepias curassavica

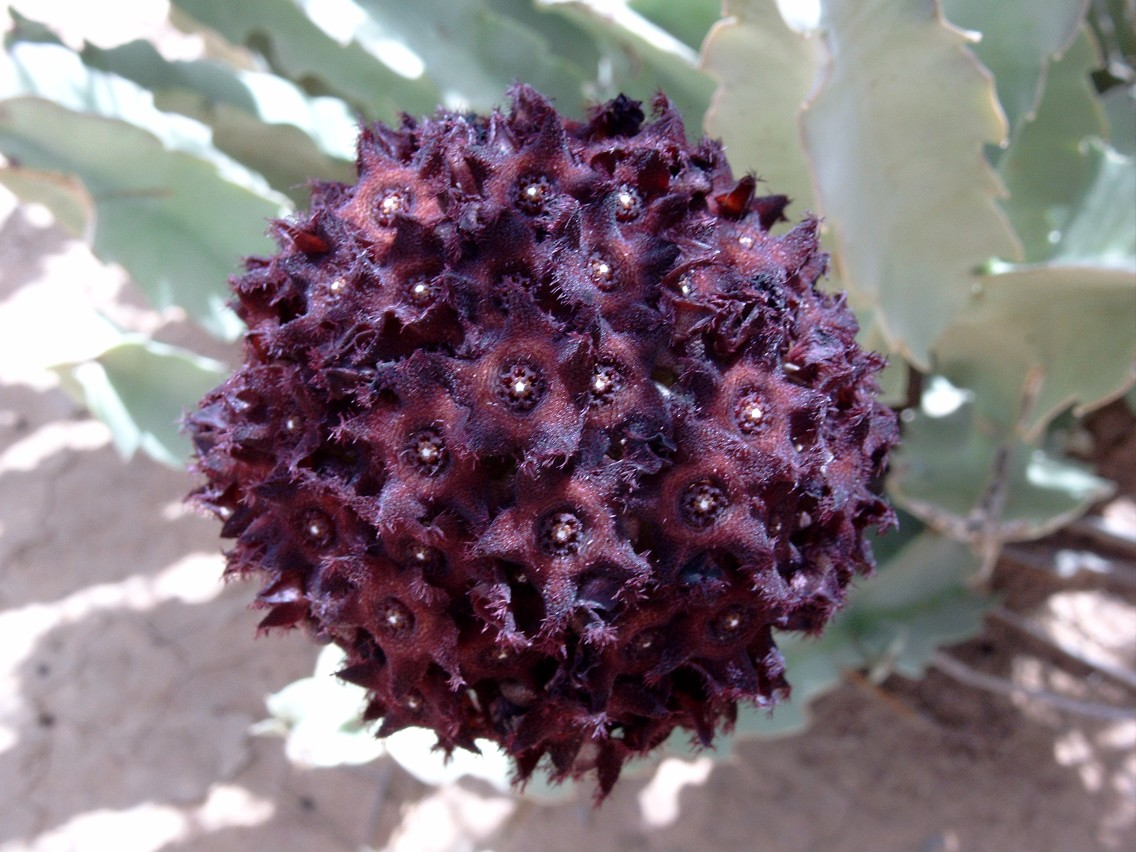
Caralluma acutangula

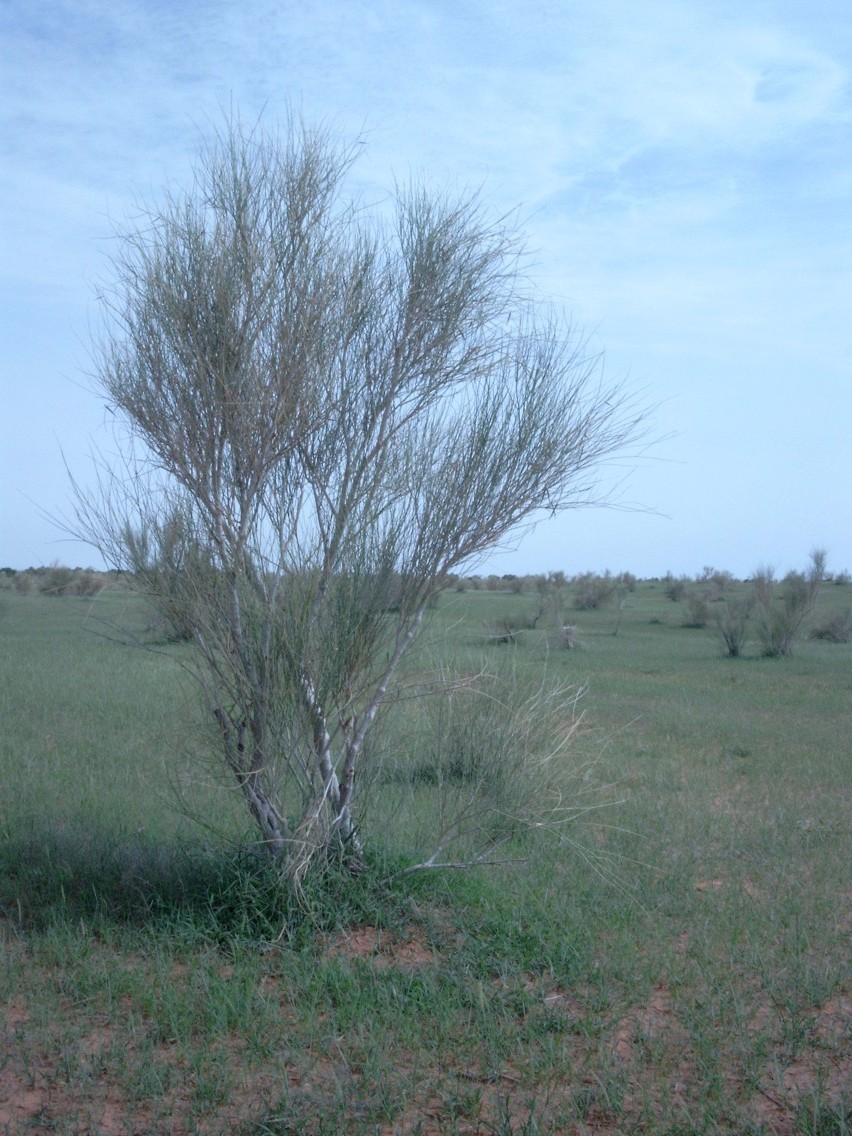
Leptadenia pyrotechnica

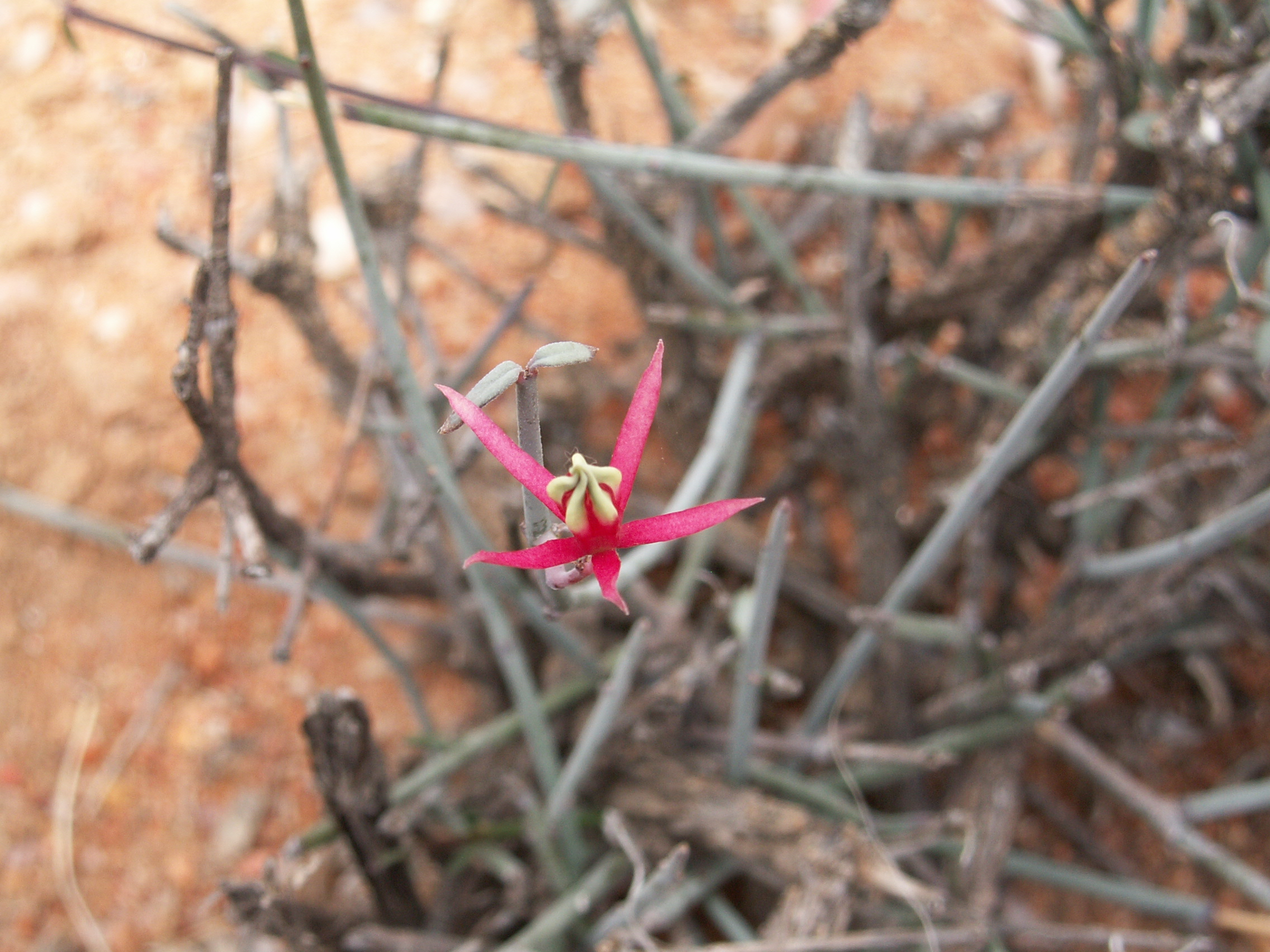
Microloma calycinum

- Absolmsia
- Adelostemma
- Aidomene
- Amblyopetalum
- Amblystigma
- Anatropanthus
- Anisopus
- Anisotoma
- Anomotassa
- Araujia
- Asclepias
- Aspidoglossum
- Astephanus
- Barjonia
- Belostemma
- Bidaria
- Biondia
- Blepharodon
- Blyttia
- Brachystelma
- Calotropis
- Campestigma
- Caralluma
- Ceropegia
- Cibirhiza
- Cionura
- Clemensiella
- Conomitra
- Cordylogyne
- Corollonema
- Cosmostigma
- Costantina
- Cyathostelma
- Cynanchum
- Dactylostelma
- Dalzielia
- Decabelone
- Decanema
- Decanemopsis
- Dicarpophora
- Diplolepis
- Diplostigma
- Dischidanthus
- Dischidia
- Ditassa
- Dittoceras
- Dolichopetalum
- Dolichostegia
- Dorystephania
- Dregea
- Drepanostemma
- Duvalia
- Duvaliandra
- Echidnopsis
- Edithcolea
- Emicocarpus
- Emplectranthus
- Eustegia
- Fanninia
- Fischeria
- Fockea
- Folotsia
- Frerea
- Funastrum
- Genianthus
- Glossonema
- Glossostelma
- Gomphocarpus
- Gongronema
- Gonioanthelma
- Goniostemma
- Gonolobus
- Graphistemma
- Gunnessia
- Gymnema
- Gymnemopsis
- Harmandiella
- Hemipogon
- Heterostemma
- Heynella
- Hickenia
- Holostemma
- Hoodia
- Hoya
- Hoyella
- Huernia
- Huerniopsis
- Hypolobus
- Ischnostemma
- Jacaima
- Janakia
- Jobinia
- Kanahia
- Karimbolea
- Kerbera
- Labidostelma
- Lagoa
- Lavrania
- Leichardtia
- Leptadenia
- Lhotzkyella
- Lugonia
- Lygisma
- Macroditassa
- Macropetalum
- Macroscepis
- Mahafalia
- Mahawoa
- Manothrix
- Margaretta
- Marsdenia
- Matelea
- Melinia
- Meresaldia
- Merrillanthus
- Metaplexis
- Metastelma
- Micholitzea
- Microdactylon
- Microloma
- Microstelma
- Miraglossum
- Mitostigma
- Morrenia
- Nautonia
- Nematostemma
- Neoschumannia
- Nephradenia
- Notechidnopsis
- Odontanthera
- Odontostelma
- Oncinema
- Oncostemma
- Ophionella
- Orbea
- Orbeanthus
- Orbeopsis
- Oreosparte
- Orthanthera
- Orthosia
- Oxypetalum
- Pachycarpus
- Pachycymbium
- Papuastelma
- Parapodium
- Pectinaria
- Pentabothra
- Pentacyphus
- Pentarrhinum
- Pentasachme
- Pentastelma
- Pentatropis
- Peplonia
- Pergularia
- Periglossum
- Petalostelma
- Petopentia
- Pherotrichis
- Piaranthus
- Platykeleba
- Pleurostelma
- Podandra
- Podostelma
- Prosopostelma
- Pseudolithos
- Ptycanthera
- Pycnoneurum
- Pycnorhachis
- Quaqua
- Quisumbingia
- Raphistemma
- Rhyncharrhena
- Rhynchostigma
- Rhyssolobium
- Rhyssostelma
- Rhytidocaulon
- Riocreuxia
- Rojasia
- Sarcolobus
- Sarcostemma
- Schistogyne
- Schistonema
- Schizoglossum
- Schubertia
- Scyphostelma
- Secamone
- Secamonopsis
- Seshagiria
- Sisyranthus
- Solenostemma
- Sphaerocodon
- Spirella
- Stapelia
- Stapelianthus
- Stapeliopsis
- Steleostemma
- Stelmagonum
- Stelmatocodon
- Stenomeria
- Stenostelma
- Stephanotis
- Stigmatorhynchus
- Strobopetalum
- Stuckertia
- Swynnertonia
- Tassadia
- Tavaresia
- Telminostelma
- Telosma
- Tenaris
- Tetracustelma
- Tetraphysa
- Thozetia
- Toxocarpus
- Treutlera
- Trichocaulon
- Trichosacme
- Trichosandra
- Tridentea
- Tromotriche
- Tweedia
- Tylophora
- Tylophoropsis
- Vailia
- Vincetoxicopsis
- Vincetoxicum
- Voharanga
- Vohemaria
- White-Sloanea
- Widgrenia
- Woodia
- Xysmalobium